# Municipio de Lynch (Misuri)
El municipio de Lynch (en inglés: Lynch Township) es un municipio ubicado en el condado de Texas en el estado estadounidense de Misuri. En el año 2010 tenía una población de 1463 habitantes y una densidad poblacional de 5,7 personas por km².

## Geografía
El municipio de Lynch se encuentra ubicado en las coordenadas 37°26′58″N 91°59′43″O / 37.44944, -91.99528. Según la Oficina del Censo de los Estados Unidos, el municipio tiene una superficie total de 256.7 km², de la cual 255,77 km² corresponden a tierra firme y (0,36 %) 0,93 km² es agua.

## Demografía
Según el censo de 2010, había 1463 personas residiendo en el municipio de Lynch. La densidad de población era de 5,7 hab./km². De los 1463 habitantes, el municipio de Lynch estaba compuesto por el 96,17 % blancos, el 0,55 % eran amerindios, el 0,48 % eran asiáticos, el 0,07 % eran isleños del Pacífico, el 0,48 % eran de otras razas y el 2,26 % eran de una mezcla de razas. Del total de la población el 1,37 % eran hispanos o latinos de cualquier raza.